# Partizipationsschein
Der Begriff Partizipationsschein steht in Österreich und der Schweiz für verschiedene Arten von Teilhaber-Wertpapieren:

## Schweiz

Partizipationsschein über 1000 Franken der Hotel Waldstätterhof AG in Brunnen vom 30. April 1991 mit Bonuscoupons für die Naturaldividende

Partizipationsscheine nach Schweizer Recht sind stimmrechtslose Anteile am Partizipationsscheinkapital, welches zusätzlich zum Aktienkapital geschaffen werden kann.
Im Wesentlichen handelt es sich bei Partizipationsscheinen um «stimmrechtslose Aktien», die gegen eine Einlage ausgegeben werden. Dem Partizipanten stehen in erster Linie Vermögensrechte zu: das Recht auf Beteiligung am Bilanzgewinn bzw. der Dividende und auf Verteilung des Liquidationsergebnisses sowie das Recht auf den Bezug neuer Aktien. Mit der Einführung dieser Effekte wurde dem Bedürfnis nach Eigenkapital ohne Stimmrecht und nach Ausgabe eines handelbaren stimmrechtslosen Titels mit kleinem Nennwert Rechnung getragen. 1963 wurde in der Schweiz der erste Partizipationsschein an der Börse notiert. Die Partizipationsscheine haben in den letzten Jahren jedoch an Bedeutung verloren.
Für die Partizipationsscheine gilt grundsätzlich das Aktiengesetz, es sei denn, das Gesetz sieht Abweichungen vor.
Abzugrenzen ist der Partizipationsschein im Schweizer Recht vom Genussschein. Genussscheine sind statutarische Begünstigungen für Personen, die mit der Gesellschaft durch frühere Kapitalbeteiligung oder als Aktionär, Gläubiger, Arbeitnehmer oder in ähnlicher Weise (zum Beispiel Patentgeber) verbunden sind. Genussscheine berechtigen beispielsweise zur Auszahlung eines Gewinnanteils, zum vorzugsweise vorgenommenen Aktienbezug oder ähnlichem.
De facto können stimmrechtslose Gesellschaftsanteile auch bei der schweizerischen GmbH entstehen: Stammrechtsanteile gehen mitunter auch ohne Zustimmung der Gesellschafterversammlung auf die erwerbende Person über (Erbgang, eheliches Güterrecht, Zwangsvollstreckung), wobei jedoch die Mitwirkungsrechte und namentlich das Stimmrecht bis zur Anerkennung durch die Gesellschafterversammlung ruhen.

## Österreich
In Österreich ist der Partizipationsschein mit dem deutschen Genussschein vergleichbar: Er ist ein Teilhaberpapier, d. h. sein Besitzer erwirbt ein Recht am aliquoten Anteil am ausgeschütteten Gewinn des Ausstellers, trägt aber auch eventuelle Bilanzverluste bis zum kompletten Verlust des eingezahlten Kapitals mit. Ebenso erwirbt er ein anteiliges Recht am Liquidationserlös, jedoch keinerlei Stimmrecht. Partizipationsscheinkapital gilt als Ergänzungskapital. Im Konkursfall erfolgt dessen Rückzahlung also erst nach Befriedigung sämtlicher Gläubiger.
Als Instrument der Mezzanine-Finanzierung sind Partizipationsscheine recht verbreitet. Auch Unternehmen, die nicht die Rechtsform einer Aktiengesellschaft haben, dürfen Partizipationsscheine ausstellen.